# BEPC II
BEPC II (Beijing Electron–Positron Collider II) — электрон-позитроный коллайдер на энергию до 2.1 ГэВ в пучке, построенный в институте физики высоких энергий IHEP, Пекин, Китай. Коллайдер является единственной в мире чарм-фабрикой, т.е. машиной, нацеленной на изучение c-кварка и рождение J/ψ-мезонов. Представляет собой два накопительных кольца с одним местом встречи и инжекционный линак на полную энергию.
BEPC II сооружён на месте устаревшего коллайдера BEPC, работавшего с 1989 года и имевшего в 100 раз меньшую светимость. Первый проект BEPC II предложен в 1997 году, запущен в работу в 2008 году, проектная светимость 1·1033 см−2с−1 достигнута в 2016 году (на энергии 1.89 ГэВ).

## Детекторы
На коллайдере работает детектор BES III (Beijing Spectrometer III).